# Gérard Vachonfrance
Gérard Vachonfrance, né le 30 mars 1933 à Roubaix et mort le 31 décembre 2008, est un médecin français, cofondateur de la Société française d'alcoologie. Il fut avec Pierre Fouquet un des pionniers de l’alcoologie en tant que discipline médicale. C'était un psychiatre et psychanalyste ouvert aux pratiques non orthodoxes comme l’analyse transactionnelle.

## Biographie
Psychanalyste d’inspiration lacanienne il refusait toute forme de dogmatisme. Il aimait à se définir comme chercheur en thérapies de développement personnel. Gérard Vachonfrance aimait enseigner et convaincre. Il excellait davantage dans l’animation des petits groupes que dans la pompe structurée des congrès. Son approche clinique alcoologique accordait une grande importance aux associations néphalistes qui proposent aux malades des échanges d'égal à égal, dans le respect, l'empathie et la sécurisation. Il pensait que les alcooliques eux-mêmes détenaient un savoir-faire et un savoir-être efficaces en matière de thérapeutique. Il savait l'importance pour le patient de reconquérir l’estime de soi, de s’aimer, en un mot de se narcissiser.
Il n'incitait généralement pas ses patients souffrant d’alcoolisme à faire une analyse. Il se plaisait à dire au contraire que « ce ne serait peut-être pas inutile de la conseiller à leurs thérapeutes ! ». Il considérait que « tous ceux qui aident doivent être aidés ! » et ce, sans aucune discrimination de fonction, de titre, ou de diplôme.
Il alimentait sa réflexion personnelle en dehors du champ de la médecine. Il passait du temps à lire les textes essentiels de la philosophie, de la morale, et des grands mystiques. Les questions métaphysiques et le besoin de spiritualité étaient pour lui au cœur de ce qu'il appelait « l’animal humain ». Cet animal, il le décrivait « à la recherche de lois subtiles pour accomplir son être de désir ». Pour lui, l’alcool et les drogues n'étaient que des raccourcis illusoires de cette quête.
Il était un supporter inconditionnel des groupes de parole et d’entraide. Il savait qu’un alcoolique peut retrouver en leur sein une place dans la société humaine.
Il a été administrateur fondateur de la Société française d'alcoologie, administrateur du Comité national de défense contre l'alcoolisme (CNDCA), président de l'Institut de recherche et d'enseignement des maladies addictives (IREMA), membre du conseil scientifique de l’Institut de recherche sur les boissons (IREB) et médecin-chef au Centre Gilbert Raby - Château de Thun.